# أليكس نوريس
أليكس نوريس (بالإنجليزية: Alex Norris)‏ هو سياسي بريطاني، ولد في 4 فبراير 1984 في مانشستر في المملكة المتحدة. نشط حزبياً في حزب العمال. في الانتخابات التشريعية البريطانية 2017، انتخب عضو برلمان المملكة المتحدة الـ57 عن دائرة نوتنغهام الشمالية وقد انضم خلال فترته النيابية ‏ (8 يونيو 2017 – ) للكتلة البرلمانية Labour and Co-operative Party ‏.